# Camillo Walzel
Camillo Walzel (11. února 1829, Magdeburg, Německo – 17. března 1895, Vídeň, Rakousko), známější pod pseudonymem „F Zell“, přičemž není jednoznačné, zda písmeno „F“ je zkratkou jména „Franz“ nebo „Friedrich“, byl rakouský operetní libretista. V letech 1884 až 1889 byl také uměleckým ředitelem v Theater an der Wien.

## Život
Camillo Walzel se narodil v Magdeburgu. V mládí pracoval v litografické dílně svého otce, poté, před vstupem do armády, studoval na Akademii umění ve Vídni. Později působil jako editor v novinách. Od roku 1847 žil ve Vídni. Od roku 1856 byl kapitánem parníku Dunajské paroplavební společnosti na Dunaji. V letech 1884 až 1889 byl uměleckým ředitelem Theater an der Wien. Společně s ním divadlo vedli Alexandrine von Schönerer a Franz Jauner. „Miláček publika“, herec Alexander Girardi, v té době zaručoval divadlu stálou diváckou přízeň.
Camillo Walzel, jeden z „nejlepších aranžérů francouzských kusů“, a Richard Genée tvořili ve světě operety kongeniální tým. Společně napsali 38 libret pro vícero skladatelů, například Noc v Benátkách (Eine Nacht in Venedig) pro Johanna Strausse, Boccaccia pro F. von Suppé, Žebravého studenta (Ein Bettelstudent) či Gasparoneho pro Karla Millöckera, Carbonari pro Carla Zellera, Ein Deutschmeister pro K. M. Ziehrera a podobně.
Kromě toho napsal více než 20 překladů francouzských či anglických operet. Zell ani Genée nebyli sice žádní literární géniové, ale jejich schopnost spolupráce s hudebními skladateli jakož i zohlednění jejich požadavků a stylu hudby značně dopomohly ke vzniku a následnému světovému úspěchu vídeňské operety.
Jeho letní vila (v ulici na jeho počest pojmenované na Zellgasse) i rodinná hrobka se nachází v jeho oblíbeném městečku Weissenbach an der Triesting v Dolních Rakousích. Společně s malíři Franzem a Heinrichem Leflerovými organizoval na popud podnikatele Adolpha von Pittel ve Weissenbachu v poslední třetině 19. století letní festival.
Jeho syn Oskar Walzel byl literárním kritikem a univerzitním profesorem.

## Dílo
Libreta
společně a pro Richarda Genée
- Der Seekadett, 1876
- Nanon, 1877

s Richardem Genée pro Karla Millöckera
- Die Dubarry, 1879
- Apajune, der Wassermann, 1880
- Der Bettelstudent, 1882
- Gasparone, 1884
- Der Vizeadmiral, 1886

s Richardem Genée pro Johanna Strausse ml.
- Cagliostro in Wien, 1875
- Der lustige Krieg, 1881
- Eine Nacht in Venedig, 1883

s Richardem Genée pro Franze von Suppé
- Fatinitza, 1876
- Boccaccio, 1879
- Donna Juanita, 1880
- Der Gascogner, 1881

pro Carla Zellera
- Die Fornarina, 1879, (společně s Richardem Genée a Moritzem Westem)
- Die Carbonari, 1880, (společně s Moritzem Westem)